# Trichodiadema
Trichodiadema is een geslacht uit de ijskruidfamilie (Aizoaceae). De soorten uit het geslacht komen voor in Zuid-Afrika.

## Soorten
- Trichodiadema attonsum (L.Bolus) Schwantes
- Trichodiadema aureum L.Bolus
- Trichodiadema barbatum (L.) Schwantes
- Trichodiadema burgeri L.Bolus
- Trichodiadema calvatum L.Bolus
- Trichodiadema densum (Haw.) Schwantes
- Trichodiadema emarginatum L.Bolus
- Trichodiadema fergusoniae L.Bolus
- Trichodiadema fourcadei L.Bolus
- Trichodiadema gracile L.Bolus
- Trichodiadema hallii L.Bolus
- Trichodiadema hirsutum (Haw.) Stearn
- Trichodiadema imitans L.Bolus
- Trichodiadema intonsum (Haw.) Schwantes
- Trichodiadema introrsum (Hook.f.) Niesler
- Trichodiadema littlewoodii L.Bolus
- Trichodiadema marlothii L.Bolus
- Trichodiadema mirabile (N.E.Br.) Schwantes
- Trichodiadema obliquum L.Bolus
- Trichodiadema occidentale L.Bolus
- Trichodiadema olivaceum L.Bolus
- Trichodiadema orientale L.Bolus
- Trichodiadema peersii L.Bolus
- Trichodiadema pomeridianum L.Bolus
- Trichodiadema pygmaeum L.Bolus
- Trichodiadema rogersiae L.Bolus
- Trichodiadema rupicola L.Bolus
- Trichodiadema ryderae L.Bolus
- Trichodiadema setuliferum (N.E.Br.) Schwantes
- Trichodiadema stayneri L.Bolus
- Trichodiadema strumosum (Haw.) L.Bolus

... · 
Antimima · 
Argyroderma · 
Carpobrotus · 
Disphyma · 
Dorotheanthus · 
Gibbaeum · 
Lapidaria · 
Lithops · 
Mesembryanthemum · 
Sceletium · 
Tetragonia · 
...